# PG5

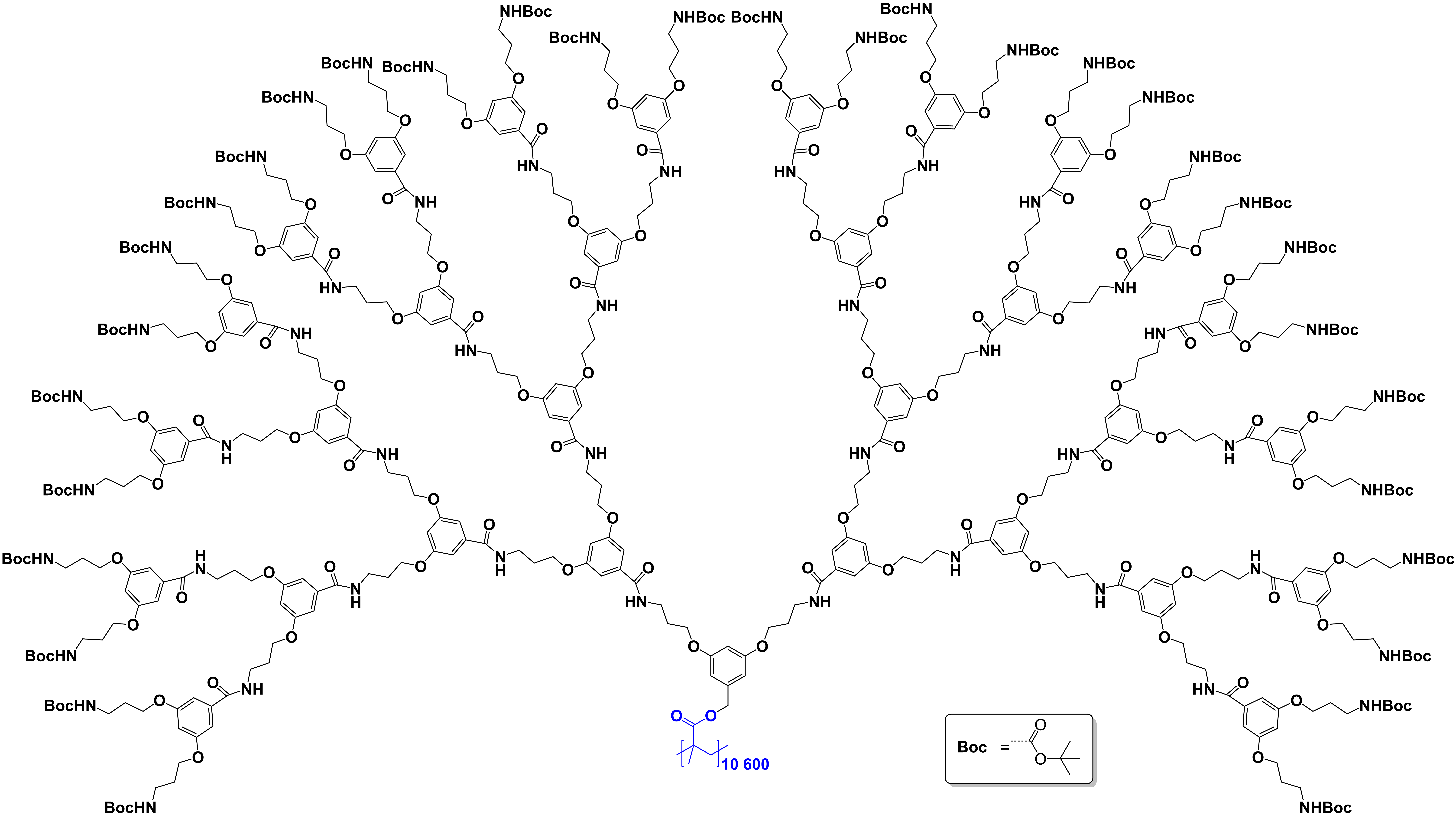
Budowa PG5

PG5 – organiczny związek chemiczny z grupy polimerów, największa syntetyczna cząsteczka o zdefiniowanej strukturze, otrzymana w 2010 r. przez grupę prof. A. Dietera Schlütera z Politechniki Federalnej w Zurychu. Składa się ze sfunkcjonalizowanego łańcucha węglowodorowego, na którym zbudowano struktury dendrymeryczne. Cząsteczka ma długość ok. 1 μm i średnicę 10 nm. Zawiera ok. 17 mln atomów, a jej masa cząsteczkowa wynosi ok. 200 mln Da.

## Synteza
Monomerem wyjściowym był metakrylan 3,5-bis(3-(tert-butoksykarbonylamino)propoksy)benzylu, który w obecności AIBN ulegał polimeryzacji rodnikowej: 
Produkt izolowano za pomocą chromatografii cieczowej na żelu krzemionkowym. Uzyskany polimer składał się z ok. 10 600 reszt monomeru. Następnie usuwano ochronne grupy tert-butoksykarbonylowe (Boc) i wolne grupy aminowe wykorzystywano do reakcji z sukcynimidem kwasu 3,5-bis(3-(tert-butoksykarbonylamino)propoksy)benzoesowego. Proces ten przeprowadzono łącznie czterokrotnie, uzyskując dendrymery 4. generacji, z których każdy zawierał 31 reszt 3,5-bis(3-aminopropoksy)benzoilowych. W ostatnim etapie na każdej cząsteczce przebiegało jednocześnie ok. 170 tys. reakcji tworzenia wiązania amidowego. Dzięki odpowiednio dobranym warunkom reakcji proces przebiegał bardzo wydajnie i jednorodność produktu końcowego oszacowano na ponad 94%.